# Steve Alaimo
Steve Alaimo (Omaha, 6 dicembre 1939 – Miami, 30 novembre 2024) è stato un cantante statunitense.

## Biografia
Oltre che per la sua carriera musicale, divenne noto per aver preso parte al varietà televisivo Where the Action Is, in onda sulla ABC dal 1965 al 1967.

## Discografia
- 1961 – Twist with Steve Alaimo (Checker Records, LP 2981)
- 1962 – Mashed Potatoes (Checker Records, LP 2983)
- 1963 – Every Day I Have to Cry (Checker Records, LP 2986)
- 1963 – Sensational Steve Alaimo (Crown Records, CLP 5382/CST 382)
- 1965 – Starring Steve Alaimo (ABC-Paramount Records, ABC/ABCS-501)
- 1965 – Where the Action Is (ABC-Paramount Records, ABC/ABCS-531)
- 1966 – Steve Alaimo Sings & Swings (ABC-Paramount Records, ABC/ABCS-551)
- 1967 – Johnny Rivers & Steve Alaimo (Custom Records, CS 1100)
- 1996 – Hits and Rarities
- 1997 – Anthology
- 2005 – 50s-70s

## Filmografia
- Il credo della violenza, regia di Rod Tillman (1967)
- The Hooked Generation, regia di William Grefé (1968)
- The Naked Zoo, regia di William Grefé (1970)
- Stanley, regia di William Grefé (1972)